# Nessum
Nessum (ネッサム) は、高周波 (kHz帯からMHz帯) を利用した、有線、無線、海中などの様々な媒体で使用できる通信技術。
IEEE P1901cとして規格化を進めている。

## 概要
Nessumは有線通信(Nessum WIRE)と無線通信(Nessum AIR)の2種類が存在する。 

### 有線通信
Nessum WIREと呼ばれ、電力線、ツイストペア線、同軸線、電話線など様々な線に使うことが可能。通信距離は、電力線の場合100m～200m程度、同軸ケーブルの場合2,000m程度となる。また、マルチホップと呼ばれる自動中継機能(ITU-T G.9905)を活用すると最大10段の中継が可能になる。最大物理速度は1Gbps、実効速度は数Mbpsから数十Mbps。既設の線を活用することにネットワーク構築費用の削減、低速有線通信の線をそのまま高速化、無線が届かない場所を補完、機器内の省線化などの用途で使われている。

### 無線通信
Nessum AIRと呼ばれる近距離無線通信。近傍界での⾮放射型磁界通信を利用しており、通信距離を数cm～100cmの範囲で制御することができる。最大物理速度は1Gbpsで、実効速度は最大100Mbps。

## 技術概要

### 物理層(PHY)
物理層はWavelet OFDM（Wavelet Orthogonal Frequency Division Multiplexing）を採用している。通常のOFDM方式ではガードインターバル（Guard Interval）が必要だが、Wavelet OFDM方式はこれを不要にし、データ部分の占有率を増加させることで高効率を実現している。また、各サブキャリアの帯域制限により、サイドローブのレベルが低く設定され、スペクトルノッチを形成しやすい特徴を有している。これにより、既存システムとの干渉を最小限に抑え、周波数利用規制に柔軟に対応できる。さらに、各サブキャリアにパルス振幅変調（Pulse-Amplitude Modulation）を採用し、伝送路の状態に合わせて最適な変調多値数を設定することで、伝送効率を高めている。利用する周波数帯は規格化されたパターンの中から選ぶことができる。

### データリンク層(MAC)
データリンク層は、ネットワーク内の全ての端末に対して、親機が定期的にブロードキャストする制御フレーム「ビーコン」を使用して、品質保証（Quality of Service、QoS）およびその他の制御機能を管理している。基本的なメディアアクセス方式として、CSMA/CA（Carrier Sense Multiple Access / Collision Avoid）およびDVTP（Dynamic Virtual Token Passing）と呼ばれる、ネットワーク内の端末に動的に送信権を与え、衝突を回避する仕組みが採用されている。

## 歴史
この技術はパナソニックが2000年代当初に開発した電力線搬送通信の一種である"HD-PLC"がベースとなっている。HD-PLCは、当時テレビ映像の部屋間伝送を目的として開発されたが、その後、電力線に限らず同軸線、ツイストペア線などで使われ始め、さらには無線でも活用が始まったことから電力線通信という名称と実態が一致していない状況であった。そこで、2023年9月パナソニックホールディングスがHD-PLCの名称をNessumと改めた。それに伴い2023年10月、同HD-PLCアライアンスもNessumアライアンスに改名された。